# Калининское (Западно-Казахстанская область)
Калининское (каз. Калининское) — село в Зеленовском районе Западно-Казахстанской области Казахстана. Входит в состав Перемётнинского сельского округа. Код КАТО — 274430300.
Село расположено непосредственно к югу от села Перемётное, южнее железнодорожной линии.

## Население
В 1999 году население села составляло 1330 человек (649 мужчин и 681 женщина). По данным переписи 2009 года, в селе проживало 1305 человек (629 мужчин и 676 женщин).